# Gowdahalli, Yelandur
Gowdahalli là một làng thuộc tehsil Yelandur, huyện Chamarajanagar, bang Karnataka, Ấn Độ.